# Saint-Georges-sur-Allier
Pour les articles homonymes, voir Saint-Georges, Saint Georges (homonymie) et Georges.
Saint-Georges-sur-Allier est une commune française située dans le département du Puy-de-Dôme, en région Auvergne-Rhône-Alpes. Elle fait partie de l'aire d'attraction de Clermont-Ferrand.

## Géographie

### Localisation
Située non loin de Cournon-d'Auvergne (5 km) et proche de Clermont-Ferrand (17 km), la commune de Saint-Georges-sur-Allier est relativement proche de l'agglomération urbaine dominante de l'Auvergne. Il n'en reste pas moins que Saint-Georges-sur-Allier est un village rural.
Ses communes limitrophes sont :
| Pérignat-sur-Allier | Saint-Bonnet-lès-Allier  | Chauriat               |
| La Roche-Noire      | Saint-Georges-sur-Allier | Billom                 |
| Mirefleurs          | Busséol                  | Saint-Julien-de-Coppel |

### Voies de communication et transports
Les villages de Saint-Georges-sur-Allier, Lignat et Ceyssat sont traversés par la route départementale 118, reliant Saint-Julien-de-Coppel à l'est-sud-est à La Roche-Noire à l'ouest. La D 4 traverse le territoire communal du nord au sud par le village de Lignat ; celle-ci relie Chauriat au nord à Busséol et à la D 229 en direction de Vic-le-Comte au sud. À l'est, la D 752 relie la D 212 au village de Ceyssat ; enfin, la D 212 relie, sans traverser aucun de ces trois villages, l'agglomération clermontoise (vers Cournon-d'Auvergne) et Pérignat-sur-Allier à l'ouest, et Billom à l'est.

### Climat
Pour des articles plus généraux, voir Climat d'Auvergne-Rhône-Alpes et Climat du Puy-de-Dôme.
En 2010, le climat de la commune est de type climat océanique dégradé des plaines du Centre et du Nord, selon une étude du Centre national de la recherche scientifique s'appuyant sur une série de données couvrant la période 1971-2000. En 2020, Météo-France publie une typologie des climats de la France métropolitaine dans laquelle la commune est exposée à un climat de montagne ou de marges de montagne et est dans la région climatique Nord-est du Massif Central, caractérisée par une pluviométrie annuelle de 800 à 1 200 mm, bien répartie dans l’année.
Pour la période 1971-2000, la température annuelle moyenne est de 11,1 °C, avec une amplitude thermique annuelle de 16,5 °C. Le cumul annuel moyen de précipitations est de 731 mm, avec 9,7 jours de précipitations en janvier et 6,9 jours en juillet. Pour la période 1991-2020, la température moyenne annuelle observée sur la station météorologique de Météo-France la plus proche, « Plauzat_sapc », sur la commune de Plauzat à 12 km à vol d'oiseau, est de 11,3 °C et le cumul annuel moyen de précipitations est de 606,8 mm,. Pour l'avenir, les paramètres climatiques de la commune estimés pour 2050 selon différents scénarios d'émission de gaz à effet de serre sont consultables sur un site dédié publié par Météo-France en novembre 2022.

## Urbanisme

### Typologie
Au 1er janvier 2024, Saint-Georges-sur-Allier est catégorisée commune rurale à habitat dispersé, selon la nouvelle grille communale de densité à sept niveaux définie par l'Insee en 2022.
Elle est située hors unité urbaine. Par ailleurs la commune fait partie de l'aire d'attraction de Clermont-Ferrand, dont elle est une commune de la couronne,. Cette aire, qui regroupe 209 communes, est catégorisée dans les aires de 200 000 à moins de 700 000 habitants,.

### Occupation des sols
L'occupation des sols de la commune, telle qu'elle ressort de la base de données européenne d’occupation biophysique des sols Corine Land Cover (CLC), est marquée par l'importance des territoires agricoles (87,7 % en 2018), en diminution par rapport à 1990 (93,3 %). La répartition détaillée en 2018 est la suivante : terres arables (66,9 %), zones agricoles hétérogènes (17,7 %), zones urbanisées (9,1 %), forêts (3,3 %), prairies (3,1 %). L'évolution de l’occupation des sols de la commune et de ses infrastructures peut être observée sur les différentes représentations cartographiques du territoire : la carte de Cassini (XVIIIe siècle), la carte d'état-major (1820-1866) et les cartes ou photos aériennes de l'IGN pour la période actuelle (1950 à aujourd'hui).

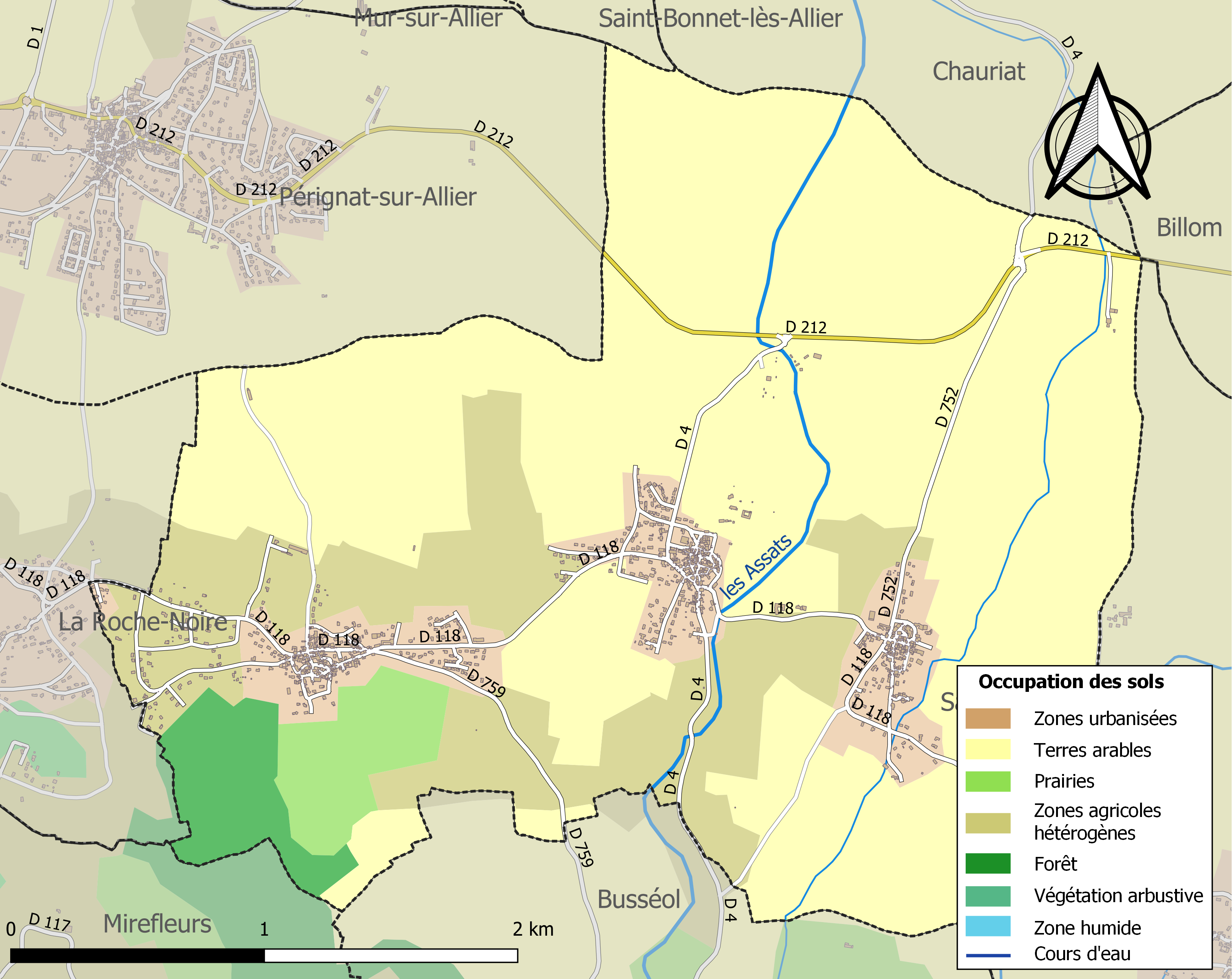
Carte des infrastructures et de l'occupation des sols de la commune en 2018 (CLC).

## Toponymie
Au cours de la période révolutionnaire de la Convention nationale (1792-1795), la commune a porté le nom de Fromental.

## Histoire
En 1991, des fouilles archéologiques ont eu lieu sur la commune, elles révèlent la présence d'une occupation humaine des lieux au Néolithique et à l'âge du Bronze.

## Politique et administration

### Découpage territorial
La commune de Saint-Georges-sur-Allier est membre de la communauté de communes Mond'Arverne Communauté, un établissement public de coopération intercommunale (EPCI) à fiscalité propre créé le 1er janvier 2017 siégeant à Veyre-Monton, et par ailleurs membre d'autres groupements intercommunaux. De 2000 à 2016, elle faisait partie de la communauté de communes Gergovie Val d'Allier Communauté.
Sur le plan administratif, elle est rattachée à l'arrondissement de Clermont-Ferrand, à la circonscription administrative de l'État du Puy-de-Dôme et à la région Auvergne-Rhône-Alpes.
Sur le plan électoral, elle dépend du canton de Vic-le-Comte pour l'élection des conseillers départementaux, depuis le redécoupage cantonal de 2014 entré en vigueur en 2015, et de la quatrième circonscription du Puy-de-Dôme pour les élections législatives, depuis le dernier découpage électoral de 2010.

### Élections municipales et communautaires

#### Élections de 2020
Le conseil municipal de Saint-Georges-sur-Allier, commune de plus de 1 000 habitants, est élu au scrutin proportionnel de liste à deux tours (sans aucune modification possible de la liste), pour un mandat de six ans renouvelable. Compte tenu de la population communale, le nombre de sièges à pourvoir lors des élections municipales de 2020 est de 15. Les quinze conseillers municipaux sont élus au premier tour, le 15 mars 2020, avec un taux de participation de 65,58 %, se répartissant en : douze sièges issus de la liste de Cédric Meynier et trois sièges issus de la liste d'Eric Calchera.
Un siège, issu de la liste de Cédric Meynier, est attribué à la commune au sein du conseil communautaire de la communauté de communes Mond'Arverne Communauté.

#### Chronologie des maires
| Période                                  | Période                       | Identité             | Étiquette | Qualité                                                                                           |
| ---------------------------------------- | ----------------------------- | -------------------- | --------- | ------------------------------------------------------------------------------------------------- |
| Les données manquantes sont à compléter. |                               |                      |           |                                                                                                   |
| 1800                                     | 1811                          | Hugues Jouvet        |           |                                                                                                   |
| 1811                                     | 1823                          | Robert Francon       |           |                                                                                                   |
| 1823                                     | 1834                          | Hugues Dousse        |           |                                                                                                   |
| 1834                                     | 1837                          | Antoine Vallet       |           |                                                                                                   |
| 1837                                     | 1843                          | Pierre-Léon Greliche |           |                                                                                                   |
| 1843                                     | 1849                          | Martial Mandon       |           |                                                                                                   |
| 1849                                     | 1854                          | Amable Dousse        |           |                                                                                                   |
| 1854                                     | 1866                          | Martial Mandon       |           |                                                                                                   |
| 1866                                     | 1876                          | Norbert Mandon       |           |                                                                                                   |
| 1876                                     | 1882                          | Michel Chabry        |           |                                                                                                   |
| 1882                                     | 1888                          | Antoine Ducher-Domas |           |                                                                                                   |
| 1888                                     | 1892                          | Michel Chabry-Escot  |           |                                                                                                   |
| 1892                                     | 1896                          | Michel Chabry        |           |                                                                                                   |
| 1896                                     | 1900                          | Annet Bournet        |           |                                                                                                   |
| mars 1953                                | mars 1966                     | Gabriel Robinet      | ...       | ...                                                                                               |
| mars 1966                                | mars 2001                     | Georges Robinet      |           |                                                                                                   |
| mars 2001                                | juin 2013 (démission)         | Georges Boiry        | SE        |                                                                                                   |
| juillet 2013                             | mars 2014                     | Pierre Dumont        | SE        |                                                                                                   |
| mars 2014                                | novembre 2017 (démission)     | Jean-François Demère |           | 6e vice-président de Gergovie Val d'Allier Communauté chargé du développement durable (2014-2016) |
| novembre 2017 (réélu en 2020)            | En cours (au 16 février 2021) | Cédric Meynier       | SE        | Directeur territorial GRDF Puy-de-Dôme                                                            |

## Population et société

### Démographie
L'évolution du nombre d'habitants est connue à travers les recensements de la population effectués dans la commune depuis 1793. Pour les communes de moins de 10 000 habitants, une enquête de recensement portant sur toute la population est réalisée tous les cinq ans, les populations de référence des années intermédiaires étant quant à elles estimées par interpolation ou extrapolation. Pour la commune, le premier recensement exhaustif entrant dans le cadre du nouveau dispositif a été réalisé en 2008.

En 2022, la commune comptait 1 352 habitants, en évolution de +8,68 % par rapport à 2016 (Puy-de-Dôme : +2,1 %, France hors Mayotte : +2,11 %).
| 1793 | 1800 | 1806 | 1821  | 1831  | 1836 | 1841 | 1846 | 1851 |
| ---- | ---- | ---- | ----- | ----- | ---- | ---- | ---- | ---- |
| 885  | 840  | 906  | 1 044 | 1 095 | 982  | 931  | 946  | 908  |

| 1856 | 1861 | 1866 | 1872 | 1876 | 1881 | 1886 | 1891 | 1896 |
| ---- | ---- | ---- | ---- | ---- | ---- | ---- | ---- | ---- |
| 905  | 846  | 860  | 810  | 833  | 806  | 822  | 836  | 832  |

| 1901 | 1906 | 1911 | 1921 | 1926 | 1931 | 1936 | 1946 | 1954 |
| ---- | ---- | ---- | ---- | ---- | ---- | ---- | ---- | ---- |
| 772  | 680  | 626  | 542  | 532  | 518  | 509  | 461  | 447  |

| 1962 | 1968 | 1975 | 1982 | 1990 | 1999 | 2006  | 2008  | 2013  |
| ---- | ---- | ---- | ---- | ---- | ---- | ----- | ----- | ----- |
| 435  | 449  | 505  | 601  | 949  | 997  | 1 110 | 1 142 | 1 212 |

| 2018  | 2022  | - | - | - | - | - | - | - |
| ----- | ----- | - | - | - | - | - | - | - |
| 1 256 | 1 352 | - | - | - | - | - | - | - |

## Culture locale et patrimoine

### Lieux et monuments

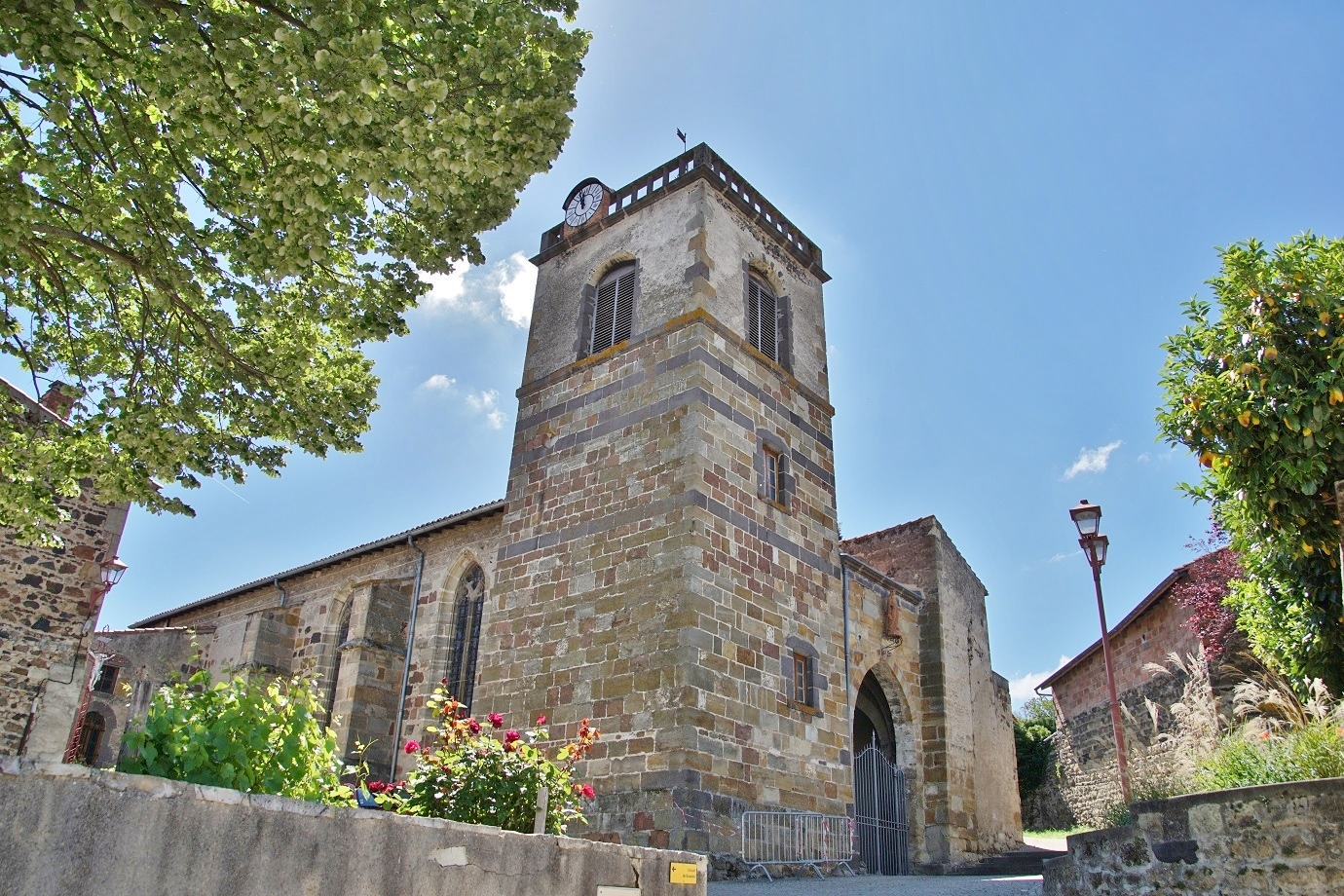
L'église de Saint-Georges-sur-Allier.

- Église Saint-Georges de Saint-Georges-sur-Allier.
- Lignat : village d'environ 350 habitants. Présence d'une maison forte.
- Ceyssat : village d'environ 300 habitants.
- Temple à cella, rectangulaire et pronaos[30].
- La Gargouillère, dans un vallon près du village de Lignat, source jaillissante intermittente propulsée par du CO2. L'eau jaillit pendant environ une minute toutes les 3 à 4 minutes à 30-50 cm de haut[31].